# Ilkanat
L'Ilkanat va ser un kanat mongol establert a Pèrsia al segle xiii, fruit de les campanyes de Genguis Kan a Coràsmia durant els anys 1219-1224. Va ser fundat pel seu net Hulagu en els territoris del que avui comprenen la major part de l'Iran, l'Iraq, l'Afganistan, el Turkmenistan, Armènia, l'Azerbaidjan, Geòrgia, Turquia i l'oest del Pakistan. A l'inici, l'Ilkanat va ser particularment receptiu al budisme i el cristianisme, i va buscar una aliança francomongola amb els croats per a la conquesta de Palestina. A partir del 1295, però, Mahmud Ghazan i els kans següents van abraçar l'islam tot independitzant-se de l'Imperi Mongol. El seu govern va suposar una època de prosperitat econòmica i un gran desenvolupament cultural i artístic.

## Història política
En 1252 el Gran Khan Möngke va concedir el govern de Pèrsia a Hülegü i li va encarregar una campanya contra els nizaris i el califat abbàssida per establir un nou khanat a la regió: l'Ilkhanat. El seu títol fou «ilkan» que vol dir 'kan subordinat' (al gran kan) i fins al temps de Ghazan Khan van regnar nominalment en nom del kagan de Mongòlia i després de la Xina.

### Hülegü
Hülegü va arribar a Pèrsia el 1256 i els petits sobirans locals, els atabegs, se li van sotmetre. Va derrotar els ismaïlites i els va arrabassar la major part de les seves fortaleses sense gaires problemes. El 1258 va assetjar i conquerir Bagdad on va entrar el 10 de febrer. Va anar cap a Síria el 1260 i va conquerir Alep i avançant per la Síria musulmana l'1 de març de 1260 entra Damasc., i van caure Hama, Baalbek, al-Subayba, i Ajlun però va haver de tornar a Pèrsia en conèixer la mort de Mongke (produïda el 1259), i l'exèrcit que va deixar a Síria va patir la primera gran derrota contra els mamelucs a la batalla d'Ayn Jalut a Galilea, que va fixar les fronteres definitives per aquesta banda amb la part occidental de la vall de l'Eufrates com a límit, i amb el regne de la Petita Armènia i el Soldanat de Rum com a vassalls. Amb la caiguda del Califat Abbàssida de Bagdad i la dinastia aiúbida de Damasc, el centre del poder islàmic es va traslladar a la capital del Soldanat Mameluc, el Caire.
L'any 1260 va esclatar la Guerra Civil Toluida entre Khublai Khan i Ariq Boke, nets de Genguis Khan. Els mamelucs es van aliar a Berke, kan de l'Horda d'Or (1261) i aliat de Ariq Boke que disputava el Caucas a l'ilkan Hülegü, aliat de Khublai Khan i es va lliurar una guerra a aquesta regió que de fet va durar fins al 1265, mentre Khublai Khan resultava vencedor en la successió com a Gran Kan debilitant molt l'autoritat del gran khan sobre la totalitat de l'Imperi mongol. L'imperi es va fracturar en quatre khanats: l'Horda d'Or a l'Europa de l'Est, el kanat de Txagatai a l'Àsia Central, l'Ilkhanat a l'Iran i la dinastia Yuan a la Xina amb seu a l'actual Beijing, encara que els emperadors Yuan tenien el títol nominal de khagan de l'imperi.
El domini d'Hulegu anava entre l'Oxus i quasi la Mediterrània i entre el Caucas i l'oceà Índic, incloent l'Al-Jazira, el Kurdistan, Armènia, Geòrgia i l'Àsia Menor. L'Oxus marcava el límit amb el kanat de Txagatai; més al sud a la regió d'Herat, els kurt (kart) van formar un estat vassall i encara més al sud la regió de Makran era una terra de domini indefinit que separava els ilkans dels principats balutxis i del Panjab. L'illa d'Ormuz i altres illes formaven l'estat comercial d'aquest nom; a l'interior de Pèrsia i havia principats àmpliament autònoms al Gilan, Mazanderan, Fars i Luristan, i altres de sobirania limitada. Hulegu va morir el 8 de febrer de 1265 i el va succeir el seu fill Abaqa.
A Pèrsia la majoria de la població era musulmana però els primers kans van afavorir altres religions. Tant Hulegu com Abaqa eren budistes i van afavorir els interessos dels budistes i cristians nestorians (molts mongols eren nestorians incloent les mares dels primers kans). En l'aspecte exterior, aquesta orientació es traduí per un intent d'apropament amb l'Occident, amb la tramesa d'ambaixades al papa de l'època, Gregori X, i als sobirans europeus (entre d'altres el rei català Jaume I) per tal dur a terme una acció comuna contra les potències musulmanes (en particular els mamelucs de Síria i d'Egipte), però aquestes iniciatives van resultar infructuoses. Abaqa va estar en guerra contra Berke de l'Horda d'Or pel Caucas però a la mort d'aquest va acordar la pau amb el successor, Mengku Timur.
El 1268 els mamelucs del soldà Baybars I van ocupar Antioquia, que era vassalla dels ilkans, però això va quedar sense resposta. El 1269 els mamelucs van envair Armènia Menor, i van fer presoner al príncep hereu Lleó, fill del rei Hatum I, vassall fidel dels ilkans, i tampoc aquesta vegada hi va haver resposta. El 1269 a tot tardar, el Burak Khan de Txagatai, va envair el Gran Khorasan i va derrotar un exèrcit ilkànida. Abaqa va derrotar l'exèrcit de Barak a Herat (22 de juliol de 1270) i Barak va morir poc després. Els kurt o kurtídes d'Herat van donar suport a Barak, i el seu malik (rei) fou enverinat per ordre d'Abaqa el 1278. Abaqa fou reconegut per Khublai Kan, el gran kan que dominava la Xina (1270).
Després de vèncer en la Guerra Civil Toluida, Khublai Khan el 1271 va proclamar la dinastia Yuan i va establir la nova capital a Cambaluc, l'actual Beijing l'any següent. Khublai va prendre va intentar, sense èxit, recuperar el control dels Txagataïdes i Ogodeïdes però la guerra civil juntament amb la guerra Berke-Hulagu i la posterior guerra Kaidu-Kublai havien debilitat molt l'autoritat del gran khan sobre la totalitat de l'Imperi mongol i aquest es va fracturar en quatre khanats separats, cadascun perseguint els seus propis interessos i objectius: el khanat de l'Horda d'Or al nord-oest, el Kanat de Txagatai a l'Àsia central, l'Ilkanat a l'Iran i la dinastia Yuan a la Xina, amb seu a Cambaluc, l'actual Beijing, encara que els emperadors posteriors de la dinastia Yuan eren considerats els sobirans nominals dels kanats occidentals.
Abaqa va seguir lluitant contra els mamelucs i fou derrotat per Bàybars I a la fortalesa d'al-Rahba mentre Fakhr al-Din al Himsi i Ala al-Din al-Hajj va derrotar-lo a al-Bira i una treva es va establir amb els francs, però en el front oriental va envair el kanat de Txagatai i va saquejar Bukharà (1272/1273).
El 1275 el Soldanat de Rum es va posar sota vassallatge mameluc, i el 23 d'abril de 1277 fou altre cop derrotat per aquests a la batalla d'Elbistan, que van entrar a Kayseri (Cesarea), la capital dels seljúcides però Bàybars I davant la possibilitat de l'atac d'un nou exèrcit mongol estant tan lluny de les seves bases i línia de subministrament i hagué de retornar a Síria i l'Ilkanat tornà a assumir el control del Soldanat de Rum. El 1281 va enviar contra els mamelucs un potent exèrcit dirigit per Mengku Timur, però aquest fou derrotat greument a Homs el 30 d'octubre de 1281. Hülegü va morir el 1282 a Hamadan d'una borratxera.

### Ahmad Tegüder i Arghun Khan
Hülegü va deixar dos fills, Arghun i Gaykhatu, que foren ambdós kans ilkànides, però el va succeir el seu germà Tegüder que com que era musulmà va adoptar el nom d'Ahmad. Tot i ser musulmà (convers) no va fer pas una política contrària als cristians, i el seu breu regnat fou de fet una guerra constant amb el seu nebot Arghun Khan, budista, que finalment es va imposar i va fer matar Ahmad i es va proclamar kan (11 d'agost de 1284); la seva entronització es va demorar fins al 7 d'abril de 1286 quan es va rebre el diploma del gran Khublai Kan.
Els mamelucs es van reforçar i el sultà Qalàwun va lluitar contra els croats, vassalls de l'Ilkanat. El Regne Armeni de Cilícia després de dos anys de lluita va demanar la pau i es va signar una treva per deu anys el 1285, pagant els armenis un tribut anual i alliberant a tots els presoners musulmans. El 1285 va trencar la treva amb els croats i va atacar als hospitalers a Margat, que va ocupar després de 38 dies de setge, retirant-se els cavallers a Trípoli del Líban; el comte local Bohemon VII, per congraciar-se amb el sultà li va cedir el castell de Maraclea. El mateix any Margarida de Tir va demanar la pau que li fou atorgada per deu anys però en condicions humiliants. Convertida en la darrera fortalesa de l'extint principat d'Antioquia, i governada des del comtat de Trípoli, el 22 de març de 1287, les defenses de Latakia es van malmetre pels efectes d'un terratrèmol, i Qalàwun va aprofitar l'oportunitat per conquerir-la el 20 d'abril, doncs no estava coberta per les treves amb els llatins.
El 1288 va anar a Shamakhi per rebutjar una invasió de la regió de Derbend per l'Horda d'Or sota el kan Tama Tokta (Tole Buqa), el qual es va retirar quan Arghun s'hi va acostar; el 1290 va lluitar altre cop contra l'Horda d'Or a la riba del Karasu. En política exterior va intentar establir una aliança franco-mongola contra els mamelucs i va arribar a prometre que si Jerusalem era conquerida hi aniria per ser batejat, però els europeus ja no estaven interessats a les croades i les seves propostes no van tenir continuïtat i el 18 de maig de 1291 el darrer reducte important croat, Acre, fou conquerit pels mamelucs.

### Gaikhatu i Baydu
Va morir el 10 de març de 1291 i fou el pare de Ghazan, Yesu i Timur (Oldjeitu), però el successor immediat fou el seu germà Gaikhatu (o Gaykhatu), especialment favorable als nestorians. El 1292 va fer un atac a l'Àsia Menor però fora d'aquest fet no es va ocupar dels afers de l'estat. Per aturar la ruïna financera de l'estat, el seu ministre de finances (sahib diwan) Sardr al-Din Ahmad ibn Abd al-Razzak Khalidi al-Zandjani (nomenat el 1292) el va aconsellar d'adoptar paper moneda seguint l'exemple de la Xina, però el paper moneda (els bitllets "xao") era llavors desconegut i fou mal acceptat i es va emetre en quantitat superior a les reserves i l'economia es van enfonsar (tardor del 1294). Els emirs van deixar de donar-li suport, i el seu cosí Baydu (net d'Hulegu) es va revoltar a Bagdad. Gaykhatu fou derrotat a Hamadan el 21 de març de 1295 i tres dies després fou fet presoner i executat. Baydu va pujar al tron i el paper moneda fou retirat i tot i ser budista va donar mostres de fortes simpaties cristianes, però després d'un mes de guerra civil es va imposar Ghazan, nebot de Gaykhatu i fill d'Arghun Khan que va pujar al tron.

### Ghazan
Ghazan va adoptar com a religió l'islam i això li va donar prou suport; va instal·lar la capital a Tabriz i va canviar el seu nom a Mahmud (i adoptar el turbant), però privadament va conservar les seves pràctiques xamàniques. En política exterior va refusar d'intervenir en els afers de l'Horda d'Or. Quan Nogai Noyan i Tokhta Khan (Toktu Khan) li van demanar suport militar, ho va refusar. Tokhta va reclamar el Caucas però va mantenir relacions cordials amb Ghazan. Després de la derrota de Nogai Khan el 1299, la seva vídua i fill foren acollits per Ghazan. Amb el gran kan de la dinastia Yuan de la Xina va conservar també bones relacions; Temür Kan, successor de Khublai Kan, li va enviar a Baiju com a comandant militar de la regió occidental dels mongols; però a les monedes de Ghazan ja no apareix el nom del gran kan i el títol «ilkan» esdevingué simplement kan (tot i que els historiadors han conservat el nom d'ilkans pel conjunt de sobirans). Ghazan va protegir els camperols i va restablir l'economia. Va cultivar les arts i les ciències i ell mateix fou gran coneixedor d'història natural, medicina, astronomia, química i oficis manuals. Quan fou coronat el 1295 el kan de Txagatai, Duwa Khan va envair el Gran Khorasan, però fou rebutjat. El 1299 va fer una expedició a Síria contra els mamelucs (1299-1300). Va ocupar Alep, va derrotar l'exèrcit mameluc a Homs a la batalla de Wadi al-Khazandar el 23 o 24 de desembre de 1299; els mongols van perseguir els mamelucs en retirada cap al sud, però es van aturar a l'altura de Gaza. El febrer de 1301 Ghazan va enviar una força de 60.000 homes a Síria però pràcticament només va lliurar escaramusses amb els mamelucs. Finalment l'exèrcit mongol es va retirar. A l'hivern següent (1301-1302) Ghazan va demanar al Papa enviar tropes, sacerdots i camperols per poder refer un estat franc a Terra Santa. El 1302, durant el planejament de la segona campanya a Síria, va entrar altre cop en contacte amb el Papa i les potències cristianes europees demanant una acció conjunta en la campanya de l'any següent. La campanya fou iniciada la primavera del 1303. L'exèrcit mongol el formaven uns vuitanta mil homes i incloïa als armenis del rei Hethum II. Ghazan va patir una greu derrota a Homs el 30 de març de 1303, i tot seguit a la decisiva batalla de Marj al-Saffar, al costat de Shahkab, al sud i propera de Damasc (el 20 d'abril de 1303). Fou el darrer intent mongol de conquesta de Síria. Encara el 1303 Ghazan va escriure al rei Eduard I d'Anglaterra una carta en què prometia Jerusalem als francs a canvi d'ajut contra els mamelucs.
Ghazan va ordenar un nou cens per planificar la política fiscal. Va unificar les mesures, pesos i monedes i va començar a reutilitzar les terres abandonades que foren concedides als soldats com a ikta (feu); va fer construir edificis públics com hospitals i escoles i un sistema de correu per enviaments urgents; els enviats de la cort rebien un sou i els de la noblesa els havia de pagar aquesta. Va iniciar una nova política d'armament i va crear diverses unitats militars entre les quals una que formaven joves mongols que havien caigut en l'esclavatge per manca de diners i la llibertat dels quals fou comprada amb fons públics. Va morir la nit del 10 de maig de 1304 de malaltia. En el llit de mort, per manca de fills vius, va nomenar el seu germà Oldjeitu (Timur) com a successor.

### Oldjeitu i Abu Said Bahadur
Oldjeitu no va continuar les reformes de Ghazan però fou un bon kan en termes generals. El 1310 va adoptar l'islam xiïta i va prendre mesures contra els sunnites que encara eren majoria. També foren perseguits els cristians.
Va morir el 1316 i el va succeir el seu fill Abu Said (no tenia cap nom mongol anterior). Amir Coban (Čoban, amir al-ulus, ancestre dels Cobànides) i Husayn (ancestre dels jalayírides) van començar a destacar. El 1319 Uzbeg Khan de l'Horda d'Or va envair Azerbaidjan i no va trobar gaire resistència. El 1320 es va signar un tractat comercial amb Venècia que donava als frares llatins el dret de construir oratoris a les ciutats del kanat. El 1321 Ghazan Khan, germà d'Uzbeg Khan de l'Horda d'Or, va envair Geòrgia i Abu Said hi va haver d'enviar tropes que el van expulsar. La revolta de Timurtaix Coban, fill de Čoban, a Anatòlia (vers 1322) no va reduir el poder de la família cobànida, i el mateix Čoban va demanar permís al kan per marxar contra el rebel, que va capturar i va portar a la cort on fou perdonat i nomenat altre cop pel mateix càrrec. El kanat de Txagatai va fer una campanya contra el Khorasan. El 1322 es va signar a Alep un tractat comercial amb els mamelucs egipcis que de fet posava fi a les hostilitats latents que havien existit des de 1260.
Alisha fou visir únic fins al 1324 en què va morir de mort natural (l'únic visir ilkànida que va morir de causes naturals) i el va succeir, després d'una breu disputa del càrrec entre els seus dos fills, Rukn al-Din Sain, client de Čoban, el qual era realment qui tenia el poder. Vers el 1325 el va succeir un fill de Čoban, Husayn Kwadja. El 1325 Uzbeg Khan de l'Horda d'Or va envair altre cop territori ilkànida i Čoban el va anar a combatre i va penetrar al territori enemic que va devastar com a represàlia. Abu Said es volia casar amb la filla de Čoban, Bagdad Khatun, però aquesta estava casada amb Shaykh Hasan ibn Amir Huseyn, l'antic governador de Khorasan; en canvi el fill de Čoban, Dimaskh Khwadja, utilitzava en benefici propi les dones de l'harem reial. El 24 d'agost de 1327 Abu Said va ordenar l'execució de Dimaskh a Sultaniya i va dictar una ordre per l'extermini de tota la família. En aquest moment el cap de família, Čoban, estava en campanya al Khorasan, i es va dirigir a l'oest; va intentar una mediació amb el kan que va fracassar i llavors les forces que el seguien van desertar i va haver de fugir cap a Herat on fou assassinat pel kan kurt local Ghyath al-Din obeint una ordre d'Abu Said (novembre/desembre del 1327). Quan Timurtash va conèixer la mort del seu pare, va fugir d'Anatòlia cap a Egipte on inicialment fou rebut amb honors però després fou executat (agost de 1328) i el seu cap enviat a l'ilkan; els altres membres de la família van ser capturats i executats o van fugir.
Abu Said va agafar les regnes del poder per a si mateix ajudat pel nou visir Ghyath al-Din Muhammad (fill de Rashid al-Din); el càrrec d'amir al-ulus fou confiat a Shaykh Hasan ibn Husayn (el jalayàrida) que va haver de renunciar a la seva muller Bagdad Khatun que fou entregada a l'ilkan. A partir d'aquesta època van millorar molt les relacions amb el sultanat de Delhi on governava Muhammad ibn Tughluk, però Abu Said no va acceptar una coalició contra els kans de Txagatai amb els quals les relacions, en canvi, havien empitjorat. El 1328 el kan de Txagatai va fer una nova campanya contra Khorasan. Una altra incursió d'Uzbeg Khan de l'Horda d'Or es va produir el 1335. Abu Said en va agafar personalment el comandament i marxava contra els invasors quan va morir als quarters de Karabakh el 30 de novembre de 1335. Fou enterrat a Sultaniya, la seva capital, suposadament enverinat per Bagdad Khatun, deixada de costat en favor de la seva neboda Delsad Khatun (Dilshad Khatun), filla de Dimaskh Khwadja. Tot i les seves nombroses esposes, no va deixar fills. Arpa Khan, un tuluïda descendent d'Arik Boke (germà de Mongke, Khublai Kan i Hulegu) es va proclamar successor, va fer matar Bagdad Khatun i es va casar amb Sati Beg, germana d'Abu Said i vídua de Čoban.

### Cobànides i jalayírides

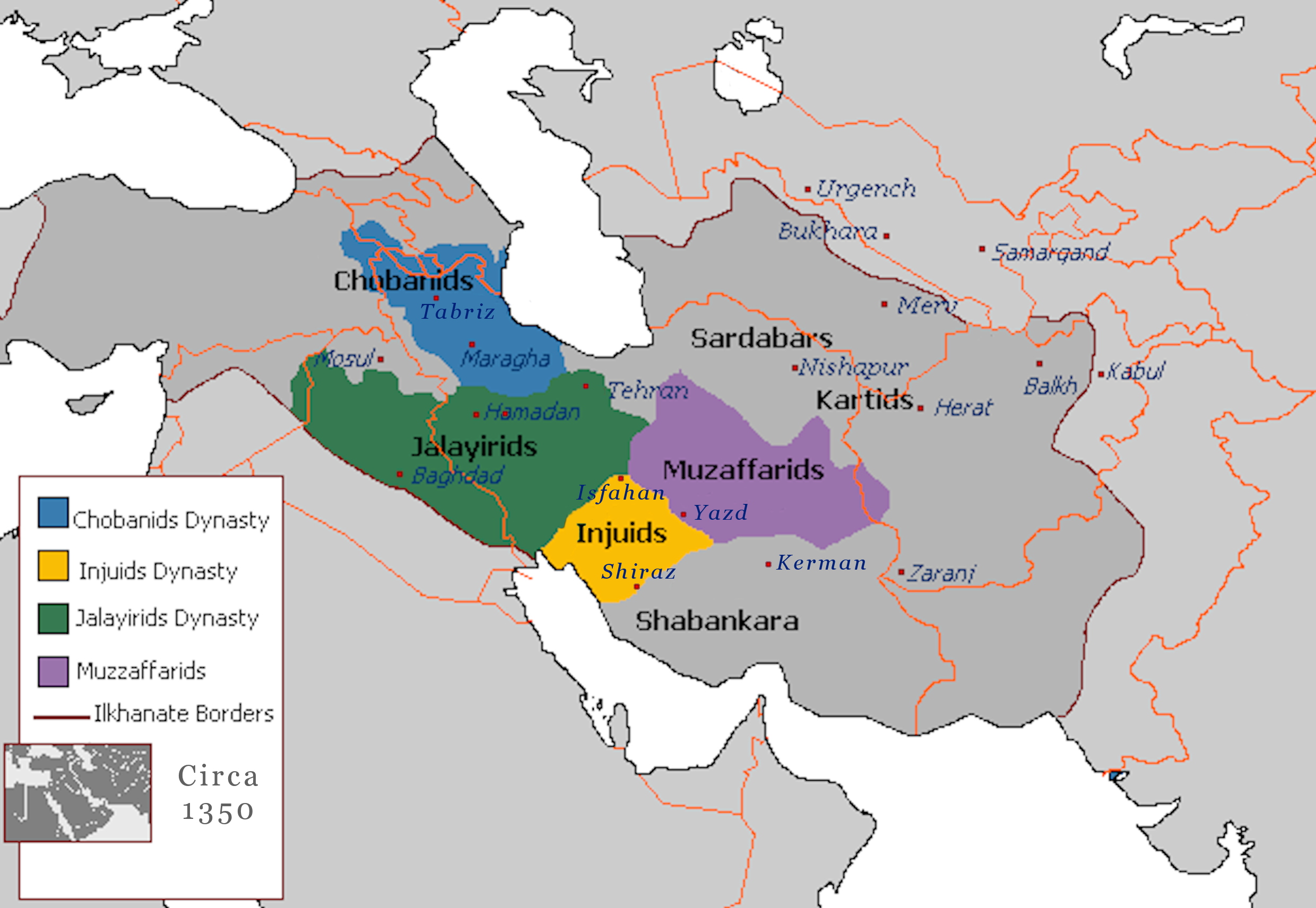
Fragmentació de l'ilkanat a la mort d'Abu Said Bahadur Khan

Delsad Khatun estava embarassada quan Abu Said Bahadur Khan va morir, però al cap de set mesos va néixer una filla. La manca d'hereu fou decisiva i es va iniciar un període de deu anys de lluites per la successió entre pretendents, on alguns d'aquests, com el seu successor Arpa Khan, no eren ni descendents d'Hulegu. Nominalment hi va haver ilkans fins al 1357.
Delsad Khatun va fugir a Bagdad amb el governador de l'Iraq i el Diyarbakir, Ali Padshah, que es va revoltar i va derrotar el nou kan Arpa prop de Maragha el 10 d'abril de 1336; Arpa Khan fou capturat poc després i executat. Delsad havia donat a llum a una filla i Ali Padshah va haver de proclamar sobirà a Musa Khan (12 d'abril) net de Baydu. Poc després Ali Padshah fou derrotat a Qara Darra (24 de juliol de 1336) per Shaykh Hasan ibn Amir Huseyn; Musa va haver de fugir i va morir en data desconeguda; i llavors Delsad es va casar amb Hasan (amb el qual va tenir a Shaikh Uways, que després va succeir a Hasan al front dels jalayàrides).
Es va iniciar llavors la lluita entre els dos Hasans: Hasan Buzurg o Hasan el Gran (Hasan ibn Amir Husayn) i Hasan Kučuk o Hasan el Petit, net de Čoban, lluita que va dividir el kanat. El 1336 Hasan ibn Amir Husayn (conegut en endavant com Hasan Buzurg), després de la seva victòria sobre Ali Padshah, van posar al tron persa al seu candidat Muhammad Khan besnet de Mengu Timur, un dels fills d'Hulegu. Llavors Hasan ibn Timurtash ibn Čoban (Hasan Kučuk o Hasan Kücük) va provar de reagrupar les forces de la seva família i va anunciar que el seu pare Timurtash Coban, que gaudia de molts suports entre els emirs, era viu; un esclau anomenat Kara Djari (potser un bastard d'amir Coban), que hi tenia certa similitud, fou presentat com a Timurtash i la vídua d'aquest el va acceptar. Els cobànides i els seus partidaris se li van unir. Alguns dels cobànides van abandonar el servei del jalayàrida Hasan Buzurg i els revoltats van derrotar aquest darrer a Alataq (prop de Nakhichevan) el 16 de juliol de 1338. La regió de Tabriz (i tot Azerbaidjan) fou ocupada i Muhammad Khan fou executat.
Llavors Kara Djari va provar de prendre el poder per a si mateix; va fracassar i va haver de fugir. Hasan Kücük va posar al tron ilkànida a Sati Beg, germana d'Abu Said Bahadur Khan i vídua d'amir Coban (estiu de 1338). Un altre pretendent al tron, Togha Timur, un descendent de Jotxi que s'havia proclamat al Gran Khorasan, va obtenir el suport jalayàrida el 1338; va sortir del Gran Khorasan l'hivern del 1339 contra els cobànides, seguint ordres d'Hasan Buzurg, que marxaria darrere seu per donar-li suport. Llavors Kücük va oferir la mà de Sati Beg a Togha; aquest va enviar unes cartes de complaença a Kücük que aquest va fer arribar a Hasan Buzurg, el qual es va sentir traït i va aturar la seva progressió en ajut de Togha; aquest darrer llavors es va veure obligat a retirar-se (juliol de 1339). Hasan Buzurg va proclamar kan a Djahan Timur, fill d'Ala-Fireng i net de Gaykhatu.
El maig de 1339 Hasan Kücük va portar al tron Sulayman Khan, besnet de Yoshmut (tercer fill d'Hulegu), que es va casar amb Sati Beg. Després va decidir atacar els jalayàrides, als quals va derrotar a la vall del Zarrina (Zarrina Rud) prop de Maragha. Hasan Buzurg va retornar a Bagdad. Togha Timur va enviar el seu germà Amir Saikh Ali Kawun a envair Iraq, i el governador Surgan va fer aliança amb l'invasor; Hasan Buzurg va deposar Djahan Timur (la sort del qual és desconeguda) i va reconèixer altre cop a Togha Timur, i junts van atacar els cobànides però foren derrotats per Malik Ashraf (germà de Kücük) a la segona meitat de 1341.
El 15 de desembre de 1343 l'esposa d'Hasan Kücük, Izzat Malik, el va assassinar segons es creu per temor que es descobrís que li havia estat infidel. No va deixar successor i Malik Ashraf, Yaghi Basti, i Surgan es van disputar l'herència. El primer es va imposar al cap d'uns mesos de lluita i va proclamar kan Anushirwan Khan (1344) un kan d'obscur origen que podria haver estar un simple criat de Malik Ashraf (monedes en nom d'Anushirwan es van emetre fins al 1356 any en què hauria mort; posteriorment apareixen fins a 1357 monedes a nom de Ghazan II, totalment desconegut).
Sulayman va demanar el suport a Hasan Buzurg que el va reconèixer. Surgan, derrotat, va fugir amb Sulayman Khan i Sati Beg, però els jalayàrides no els van donar suport i Surgan va morir a la lluita. Sulayman va fugir al Diyar Bakr on va emetre moneda fins al 1346 i després se li pel rastre i probablement va morir; Hasan Buzurg va deixar el tron sense titular mantenint ell mateix el títol de Ulus Beg que ja tenia sota Abu Said Bahadur Khan abans del 1335. Malik Ashraf no va aconseguir ocupar Bagdad (1347/1348); les províncies d'Esfahan, Kirman, Yazd i Fars (Siraz) havien reconegut l'autoritat dels cobànides, i els jalayàrides van conservar Mesopotàmia. El tron ilkànida va restar sense cap titular que tingués el suport de Hasan Buzurg fins a la mort d'aquest el 1356. Al Khorasan, Togha Timur havia mort el 1353 i el seu fill Laqman va recollir la successió però no fou reconegut per ningú i es va haver de limitar a lluitar contra els sarbadars.

## Ilkans

### Governadors mongols de Pèrsia
- Txormaghan 1230-1241
- Baidju 1241-1246
- Eldjigidei 1246-1252
- Baidju (segona vegada) 1252-1256

### Ilkans
- Hulëgu 1256-1265
- Abaqa 1265-1282
- Ahmad Tegüder 1282-1284
- Arghun Khan 1284-1291
- Gaikhatu o Gaykhatu 1291-1295
- Baidu o Baydu 1295
- Ghazan 1295-1304
- Oljeitu o Oldjeitu 1304-1316
- Abu Said Bahadur Khan 1316-1335
- Arpa Khan 1335-1336
- Musa Khan 1336 (proclamat per Ali Pashah de Bagdad)
- Muhammad Khan 1336-1338 (instrument djalyàrida)
- Sati Beg (reina) 1338-1339 (instrument cobànida)
- Togha Temur 1338-1353 al Khorasan, reconegut pels Kart d'Herat 1338-1349, pels jalayàrides 1338-1339, i 1340-1344, i pels sarbadars 1338-1341, 1344 i 1353)
- Djahan Timur 1339-1340 (instrument djalyàrida)
- Sulayman Khan 1339-1343 i al Diyar Bakr fins a 1346 (instrument cobànida, reconegut pels sarbadars del 1341 al 1343, reconegut pels jalayàrides 1344-1346)
- Anushirwan Khan 1343-1356 (instrument cobànida)
- Ghazan II 1356-1357 (conegut només per les monedes)
- Luqman 1353-1388 (fill de Togha Timur, al Khorasan)

## Genealogia dels primers ilkans
- Genguis Kan
  - Tului
    - Mongke
    - Khublai Kan
    - Hülegü 1256-1265
      - Abaqa 1265-1282
        - Arghun Khan 1284-1291
          - Ghazan 1295-1304
          - Oldjeitu 1304-1316
            - Abu Said 1316-1335

        - Gaikhatu o Gaykhatu 1291-1295

      - Takudar (Ahmad Tegüder) 1282-1284
      - Altres fill un dels quals de nom desconegut fou pare de:
        - Baydu 1295

  - Ogodei
  - Txagatai
  - Khorasan